# Relentless Mutation
Relentless Mutation — третий студийный альбом канадской техникал-дэт-метал-группы Archspire, выпущенный 22 сентября 2017 года на лейбле Season of Mist. Это первый альбом с участием басиста Джареда Смита, заменившим Джарона Эвила, ушедшего в 2014 году. Альбом является концептуальным и повествует об опытах над людьми, проводимых сектой телепатов «A.U.M.».
В феврале 2018 года Relentless Mutation был номинирован на премию Juno Awards 2018 года «Альбом года в области метал/хард музыки».

## Продвижение и выпуск
Лирик-видео к первому синглу с альбома «Involuntary Doppelgänger» вышло 5 июля 2017 года.
В дополнение к «Involuntary Doppelgänger», группа выпустила ещё 3 сингла для продвижения альбома: «Remote Tumour Seeker» 28 июня, «Human Murmuration» 22 августа и «Calamus Will Animate» 18 сентября.
Инструментальное лирик-видео было выпущено на YouTube-канале Season of Mist для продвижения четвертого сингла «Calamus Will Animate».

## Список композиций
| №                   | Название                   | Длительность |
| ------------------- | -------------------------- | ------------ |
| 1.                  | «Involuntary Doppelgänger» | 3:46         |
| 2.                  | «Human Murmuration»        | 4:13         |
| 3.                  | «Remote Tumour Seeker»     | 4:01         |
| 4.                  | «Relentless Mutation»      | 4:35         |
| 5.                  | «The Mimic Well»           | 4:05         |
| 6.                  | «Calamus Will Animate»     | 3:50         |
| 7.                  | «A Dark Horizontal»        | 6:10         |
| Общая длительность: | Общая длительность:        | 30:40        |

## Участники записи
- Спенсер Преветт — ударные
- Дин Лэмб — восьмиструнная гитара
- Тоби Морелли — семиструнная гитара
- Оливер Рэй Алерон — вокал
- Джаред Смит — бас-гитара

## Чарты
| Чарт (2017)                            | Высшая позиция |
| -------------------------------------- | -------------- |
| США (Billboard Top Heatseekers Albums) | 14             |
| США (Billboard Independent Albums)     | 34             |